# Elamena vesca
Elamena vesca is een krabbensoort uit de familie van de Hymenosomatidae. De wetenschappelijke naam van de soort is voor het eerst geldig gepubliceerd in 1996 door Ng & Richer de Forges.